# Vega Baja
Vega Baja è una città di Porto Rico situata sulla costa settentrionale dell'isola. L'area comunale confina a est con Vega Alta, a sud con Morovis e a ovest con Manatí. È bagnata a nord dalle acque dell'oceano Atlantico. Il comune, che fu fondato nel 1776, oggi conta una popolazione di oltre 60 000 abitanti ed è suddiviso in 14 circoscrizioni (barrios).

## Geografia fisica
Vega Baja è situata a nord dell'isola.

### Uragano Maria
L'uragano Maria innescò numerose frane il 20 settembre 2017, a causa delle numerose precipitazioni cadute.

## Storia
Il territorio che occupa oggi Vega Baja, è stato abitato per 2.358 anni. I suoi primi abitanti dell'allora chiamata regione di Cibuco erano indiani. La regione di Cibuco fu lentamente popolata da una società rurale dedita principalmente all'allevamento del bestiame. Secondo gli storici, la città di Vega Baja fu fondata nel 1776. Il suo primo nome fu Vega-Baxa del Naranjal de Nuestra Señora del Rosario (Vega Baja dell'Aranceto di Nostra Signora del Rosario). Don Antonio Viera, capitano Poblador, è stato il portavoce che ha chiesto formalmente il riconoscimento di Vega Baja come popolo. La persona che ha donato 200 corde per la costruzione della città è stato Don Manuel Negrón Benítez. Le prime elezioni sotto il dominio spagnolo si tennero a Vega Baja il 9 settembre 1812.
Nel corso del XIX secolo l'agricoltura ebbe un grande sviluppo, soprattutto con la coltivazione della canna da zucchero. Ciò comportò un aumento del numero degli schiavi. Nel 1848 ci fu una rivolta di schiavi a Vega Baja, a causa del trattamento crudele che ricevettero dai loro padroni. Il movimento falli e per dare una lezione al mulatto Miguel fu fucilato, perché era considerato il leader della cosiddetta «rivolta degli schiavi».
Nel 1862 Vega Baja fu classificata come città di prima classe sotto l'aspetto civile. All'inizio del XX secolo, l'agricoltura rimase la principale occupazione dei Vegabajeños. L'impianto di San Vicente forniva lavoro a diverse persone e altre guadagnavano il loro sostentamento come lavoratori nella coltivazione della canna da zucchero e piccoli frutti. Quando la centrale di San Vicente chiuse le sue attività nel 1968, fu necessario cercare nuove fonti di occupazione per gli abitanti di Vega Baja.

## Società

### Evoluzione demografica
La popolazione secondo i censimenti decennali statunitensi:
| Censimento | Popolazione | Tasso di crescita |
| ---------- | ----------- | ----------------- |
| 1899       | 10 305      | -                 |
| 1910       | 12 831      | 24,5%             |
| 1920       | 15 756      | 22,8%             |
| 1930       | 20 406      | 29,5%             |
| 1940       | 23 105      | 13,2%             |
| 1950       | 28 925      | 25,2%             |
| 1960       | 30 189      | 4,4%              |
| 1970       | 35 327      | 17,0%             |
| 1980       | 47 115      | 33,4%             |
| 1990       | 55 997      | 18,9%             |
| 2000       | 61 929      | 29,5%             |
| 2010       | 59 662      | -3,7%             |

## Geografia antropica

### Circoscrizioni
Come tutti i comuni di Porto Rico, Vega Baja è suddivisa in circoscrizioni (barrios). Il municipio, la piazza centrale e la grande chiesa cattolica sono situata nel barrio centrale, chiamato in spagnolo el pueblo:
1. Algarrobo
2. Almirante Norte
3. Almirante Sur
4. Cabo Caribe
5. Ceiba
6. Cibuco
7. Puerto Nuevo
8. Pugnado Adentro
9. Pugnado Afuera
10. Quebrada Arenas
11. Río Abajo
12. Río Arriba
13. Vega Baja barrio-pueblo
14. Yeguada

## Economia

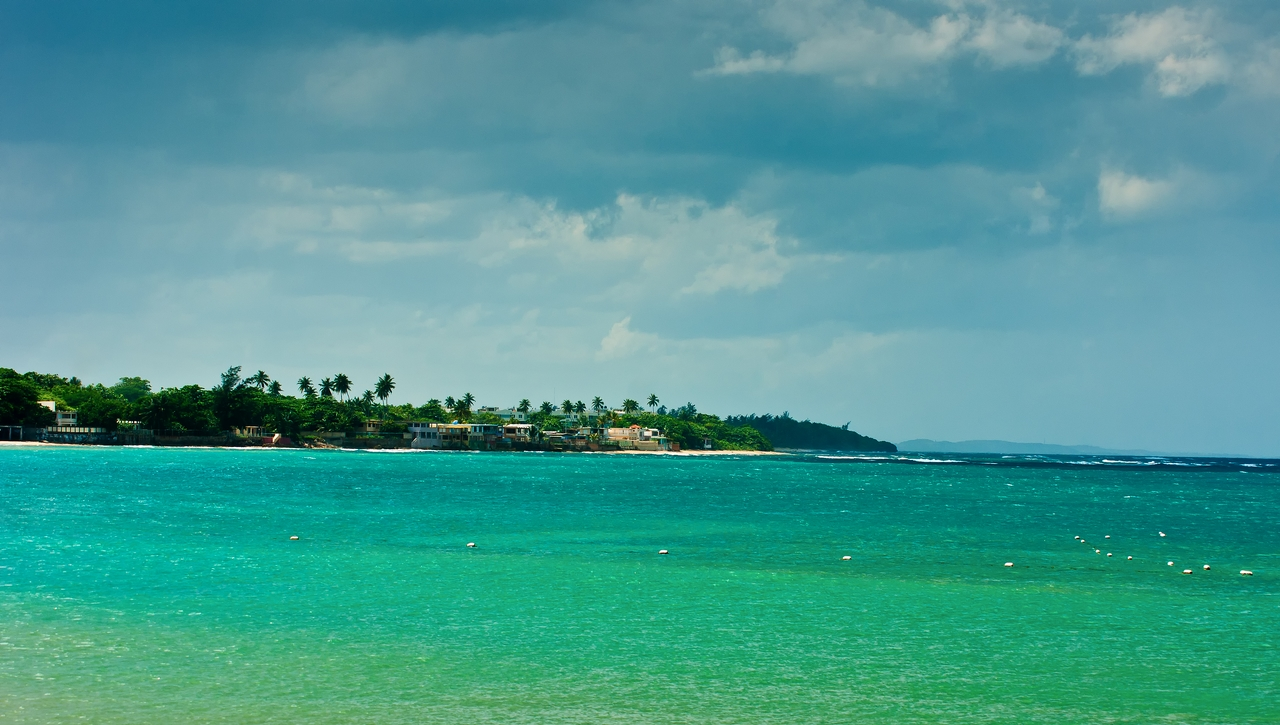
Playa Mar Bella presso Vega Baja.

L'abbondante fertilità del terreno ha contribuito molto nell’agricoltura di Vega Baja. L'insediamento è inoltre meta turistica per via della bellezza delle spiagge, tra le più visitate della parte settentrionale dell'isola (in particolare Playa Puerto Nuevo). Questa spiaggia attrae migliaia di bagnanti ogni anno, rendendola precipua per l’economia locale in particolare modo nei mesi estivi. Vega ahaha vanta la presenta di una formazione rocciosa naturale di proporzioni assai grandi sia in altezza che in lunghezza, definita dai locali col nome La Peña. Queste caratteristiche consentono alla roccia di rendere meno vigorose le onde del Mar dei Caraibi, soprattutto durante l'alta marea.

### Agricoltura
Ananas, cibo per bestiame (essenzialmente foraggio). Negli scorsi decenni, la porzione di terreno situata tra il Monte Carlo e gli immediati pressi di Los Naranjos, sono stati sfruttati per la coltivazione della canna da zucchero.

### Industria
Principalmente abbigliamento, soprattutto articoli in pelle; in alternativa, si producono equipaggiamenti elettronici ed elettrici,  and electronic equipment o apparecchiature mediche e farmaceutiche.

## Infrastrutture e trasporti
La città vede la presenza di 23 ponti. È inoltre attraversata da diverse strade di importanza dell’isola:
- Strada regionale A2 di Porto Rico;
- Strada regionale A137;
- Strada a scorrimento veloce 155;
- Strada a scorrimento veloce 160;
- Autostrada A22.

## Amministrazione
Come tutti gli altri comuni di Porto Rico, anche Vega Baja elegge il proprio sindaco per quattro anni allo scopo di amministrare la città. L'insegnante Marcos Cruz Molina è stato sindaco dal 2013 (rieletto nel 2016) e Ebrahim Narváez è il Presidente della Legislatura Municipale.
La città fa parte del III distretto senatoriale di Porto Rico, il quale elegge due senatori.